# جایزه گرمی برای بهترین اجرای هارد راک

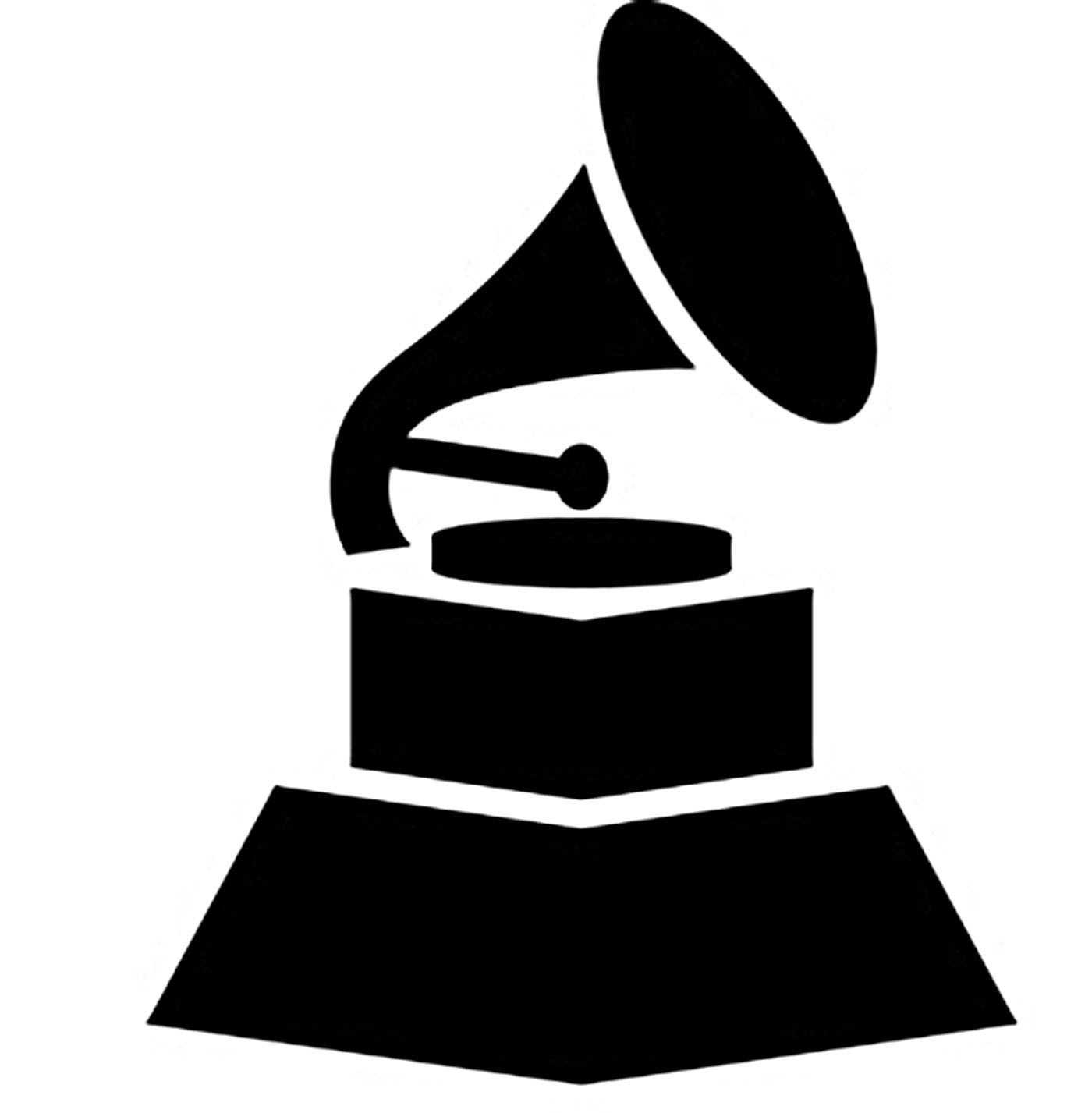
جایزه گرمی

جایزه گرمی برای بهترین اجرای هارد راک یکی از جوایز گرمی بود که به صورت سالیانه به باکیفیت‌ترین اجرای موسیقی در سبک هارد راک داده می‌شد.آکادمی مربوطه هنرمندان موسیقی هارد راک را برای نخستین بار در سال ۱۹۸۹ و در سی و یکمین مراسم اهدای جوایز گرمی سازماندهی کرده بود و در اصل این دسته‌بندی با عنوان بهترین اجرای هارد راک/متالِ باکلام یا بی‌کلام ارائه می‌شد که دو سبک محبوب در دههٔ هشتاد میلادی را با هم ادغام می‌کرد.گروه جترو تال با آلبوم خود Crest of a Knave توانست جایزهٔ این سال را برنده بشود و آلبوم و عدالت برای همه ... را که انتظار میرفت برنده شود؛ پشت سر بگذارد.این انتخاب موج گسترده‌ای از انتقادات را بر آکادمی وارد آورد و ژورنالیستها عنوان کرده بودند که موسیقی جترو تال در دستهٔ هارد راک و موسیقی هوی متال قرار نمی‌گیرد؛این واکنش‌ها آکادمی را بر آن کرد که هارد راک و هوی متال را از هم جدا کند و از سال ۹۰ میلادی تا سال ۲۰۱۱ به صورت جدا از هم به برندگانش اهدا می‌شد و از ۲۰۱۲ به بعد به بهترین اجرای هارد راک/متال شیفت داده شد.گروه لیوینگ کالر نخستین گروهی بود که جایزه بهترین اجرای هارد راک را ازآن خود کرد (۱۹۹۰) و به همراه گروه‌های فو فایترز و اسمشینگ پامپکینز تا سال ۲۰۱۱ با دو بار برنده‌شدن اول از هنرمندان دیگر هستند. گروه آلیس این چینز نیز با ۸ بار نامزدی بیشترین تعداد نامزدی را به نام خود ثبت کرد.